# Беж' Милане моја ружо
„Беж' Милане моја ружо” је песма српске фолк певачице Вики Миљковић. Објављена је 1998. године на њеном шестом албуму Окрећем ти леђа, туго као десета песма на цд-у, односно пета на Б страни касете. Албум је објављен и у Бугарској и у Босни и Херцеговини, у бугарском издању објављена је као трећа песма на А страни под називом Бягай, Милане. Ова песма је постала један од највећих народних хитова певачице која се радо пева на весељима и свадбама. Текст и композицију је написао музичар Саша Милошевић (1971–2018). Пратеће вокале певали су Братислав Здравковић, Данка Стојиљковић, Пера Стокановић, док је аранжман и продуцент песме био Драган Ташковић. Гитару и бузуки у песми свирао је Дуле, а виолину Добрица Васић, док је фрулу свирао Бора Дугић. Песму, као и цео албум је објавила издавачка кућа ЗАМ и Зам Плус.